# Volby v Albánii
Volby v Albánii jsou svobodné. Volí se do parlamentu, místních zastupitelstev a každých pět let se konají nepřímé prezidentské volby. Podle průzkumů Organizace pro bezpečnost a spolupráci v Evropě však albánská demokracie trpí nedostatky. Do sněmovny jednokomorového parlamentu je voleno 140 poslanců na čtyři roky, kde 100 poslanců je voleno většinovým volebním systémem a 40 poslanců poměrným volebním systémem.

## Dominantní politické strany
- Demokratická strana Albánie
- Socialistická strana Albánie
- Socialistické hnutí za integraci
- Národní fronta
- Republikánská strana Albánie

## Související kategorie
- Politické strany v Albánii